# Nyctemera infuscata
Nyctemera infuscata là một loài bướm đêm thuộc phân họ Arctiinae, họ Erebidae.